# Orthomyxoviridae
Orthomyxoviridae (van de Griekse woorden orthos (recht) en myxa (slijm)), ook wel influenzavirussen, zijn een familie van virussen. Sommige veroorzaken influenza.
Alle virussen in deze familie zijn RNA-virussen. De familie is onderverdeeld in zeven geslachten: influenzavirus A, influenzavirus B, influenzavirus C, influenzavirus D, isavirus, thogotovirus en het in 2009 ontdekte quaranjavirus.
De geslachten van het griepvirus die gewervelde dieren infecteren, worden geïdentificeerd aan de hand van antigene verschillen: de virusomhulsels bestaan uit karakteristieke eiwitten. Mede daardoor hebben ze verschillende gastheren:
- Influenzavirus A infecteert mensen, verschillende andere zoogdieren en vogels en veroorzaakt alle grieppandemieën
- Influenzavirus B infecteert mensen en zeehonden
- Influenzavirus C infecteert mensen, varkens en honden
- Influenzavirus D infecteert varkens en runderen
- Isavirus infecteert Atlantische zalm
- Thogotovirus infecteert teken, steekmuggen en zoogdieren
- Quaranjavirus infecteert geleedpotigen en vogels